# Saison 1987-1988 du FC Nantes
Dernière mise à jour : 12 octobre 2014.
Chronologie
Saison précédente Saison suivante
La saison 1987-1988 du FC Nantes est la 45e saison de l'histoire du club nantais. Le club est engagé dans deux compétitions : la Division 1 (25e participation) et la Coupe de France (45e participation).

## Effectif et encadrement

### Transferts
| Nom                   | Nationalité | Poste     | Modalités      | Provenance/Destination | Division                |
| --------------------- | ----------- | --------- | -------------- | ---------------------- | ----------------------- |
| Arrivées              |             |           |                |                        |                         |
| Jean-Sylvestre Auniac | France      | Défenseur |                | CO Le Puy-en-Velay     | Division 2 - B (D2)     |
| Jean-Pierre Bade      | France      | Défenseur |                | Olympique de Marseille | Division 1 (D1)         |
| Thierry Bonalair      | France      | Défenseur |                | Amiens SC              | Division 2 - A (D2)     |
| Philippe Thys         | France      | Défenseur |                | RC Paris               | Division 1 (D1)         |
| Jean-Jacques Eydelie  | France      | Milieu    | Retour de prêt | Stade lavallois        | Division 1 (D1)         |
| Jean-Michel Ferri     | France      | Milieu    |                | FC Nantes rés.         | Division 3 - Ouest (D3) |
| Franky Vercauteren    | Belgique    | Milieu    |                | RSC Anderlecht         | Division 1 (D1)         |
| Mo Johnston           | Écosse      | Attaquant |                | Celtic FC              | Premier Division (D1)   |
| Thierno Youm          | Sénégal     | Attaquant |                | Stade lavallois        | Division 1 (D1)         |
| Départs               |             |           |                |                        |                         |
| Patrick Delanoë       | France      | Défenseur |                | CS Cuiseaux-Louhans    | Division 2 - A (D2)     |
| Krzysztof Frankowski  | Pologne     | Défenseur |                | Le Havre AC            | Division 1 (D1)         |
| Yvon Le Roux          | France      | Défenseur |                | Olympique de Marseille | Division 1 (D1)         |
| Jean-Jacques Eydelie  | France      | Milieu    |                | FC Tours               | Division 2 - A (D2)     |
| Pierre Morice         | France      | Milieu    |                | Chamois niortais       | Division 1 (D1)         |
| Julio Olarticoechea   | Argentine   | Milieu    |                | AA Argentinos Juniors  | Primera División (D1)   |
| Bruno Baronchelli     | France      | Attaquant |                | Le Havre AC            | Division 1 (D1)         |
| Patrice Garande       | France      | Attaquant |                | AS Saint-Étienne       | Division 1 (D1)         |
| Franck Maufay         | France      | Attaquant |                | FC Nantes rés.         | Division 3 - Ouest (D3) |

## Compétitions

### Division 1
| Date               | Journée | Adversaire               | Lieu | Score | Buteurs du FC Nantes                                     | Class. | Affluence |
| ------------------ | ------- | ------------------------ | ---- | ----- | -------------------------------------------------------- | ------ | --------- |
| 18 juillet 1987    | J01     | Lille OSC                | Ext. | 0 - 3 | -                                                        |        | 12.392    |
| 25 juillet 1987    | J02     | Brest Armorique FC       | Dom. | 1 - 0 | Johnston 59e                                             |        | 16.455    |
| 1er août 1987      | J03     | AS Saint-Étienne         | Ext. | 1 - 1 | Bade 75e                                                 |        | 17.277    |
| 8 août 1987        | J04     | Matra Racing             | Dom. | 1 - 1 | Johnston 83e                                             |        | 18.670    |
| 15 août 1987       | J05     | Stade lavallois          | Ext. | 1 - 1 | Johnston 26e                                             |        | 10.065    |
| 19 août 1987       | J06     | OGC Nice                 | Ext. | 1 - 3 | M. Rio 1re                                               |        | 11.117    |
| 22 août 1987       | J07     | FC Metz                  | Dom. | 0 - 0 | -                                                        |        | 13.005    |
| 29 août 1987       | J08     | AJ Auxerre               | Ext. | 0 - 1 | -                                                        |        | 8.500     |
| 1er septembre 1987 | J09     | Olympique de Marseille   | Dom. | 5 - 0 | Anziani 15e, Johnston 63e 86e, Amisse 73e, Deschamps 79e |        | 14.545    |
| 12 septembre 1987  | J10     | RC Lens                  | Ext. | 2 - 1 | Johnston 44e, Vercauteren 61e                            |        | 8.902     |
| 19 septembre 1987  | J11     | Le Havre AC              | Dom. | 2 - 0 | Anziani 28e, Vercauteren 80e                             |        | 13.427    |
| 26 septembre 1987  | J12     | Montpellier PSC          | Ext. | 0 - 0 | -                                                        |        | 11.900    |
| 3 octobre 1987     | J13     | Toulouse FC              | Dom. | 3 - 1 | Anziani 3e 70e, Johnston 90e                             |        | 19.972    |
| 7 octobre 1987     | J14     | Paris Saint-Germain FC   | Ext. | 2 - 0 | Anziani 43e, Kombouaré 60e                               |        | 19.969    |
| 17 octobre 1987    | J15     | Chamois niortais         | Dom. | 2 - 1 | Deschamps 9e, Amisse 56e                                 |        | 28.769    |
| 24 octobre 1987    | J16     | AS Monaco FC             | Ext. | 1 - 2 | Johnston 75e                                             |        | 8.892     |
| 1er novembre 1987  | J17     | AS Cannes                | Dom. | 2 - 1 | Vercauteren 53e, Johnston 60e                            |        | 13.897    |
| 7 novembre 1987    | J18     | FC Girondins de Bordeaux | Ext. | 1 - 2 | Johnston 90e                                             |        | 22.530    |
| 11 novembre 1987   | J19     | SC Toulon-Var            | Dom. | 1 - 1 | Youm 6e                                                  |        | 10.824    |
| 21 novembre 1987   | J20     | Brest Armorique FC       | Ext. | 0 - 0 | -                                                        |        | 7.000     |
| 28 novembre 1987   | J21     | AS Saint-Étienne         | Dom. | 2 - 3 | Johnston 17e, Anziani 28e                                |        | 24.555    |
| 5 décembre 1987    | J22     | Matra Racing             | Ext. | 2 - 2 | Youm 39e, Anziani 72e                                    |        | 16.322    |
| 12 décembre 1987   | J23     | Stade lavallois          | Dom. | 1 - 2 | Youm 34e                                                 |        | 10.410    |
| 19 décembre 1987   | J24     | OGC Nice                 | Dom. | 0 - 1 | -                                                        |        | 8.579     |
| 20 février 1988    | J25     | FC Metz                  | Ext. | 0 - 1 | -                                                        |        | 10.923    |
| 27 février 1988    | J26     | AJ Auxerre               | Dom. | 0 - 0 | -                                                        |        | 10.041    |
| 5 mars 1988        | J27     | Olympique de Marseille   | Ext. | 0 - 3 | -                                                        |        | 24.330    |
| 19 mars 1988       | J28     | RC Lens                  | Dom. | 2 - 0 | Anziani 17e, Burruchaga 75e                              |        | 10.577    |
| 26 mars 1988       | J29     | Le Havre AC              | Ext. | 0 - 1 | -                                                        |        | 6.030     |
| 2 avril 1988       | J30     | Montpellier PSC          | Dom. | 0 - 0 | -                                                        |        | 8.776     |
| 9 avril 1988       | J31     | Toulouse FC              | Ext. | 1 - 0 | Thys 72e                                                 |        | 11.076    |
| 16 avril 1988      | J32     | Paris Saint-Germain FC   | Dom. | 0 - 0 | -                                                        |        | 10.614    |
| 30 avril 1988      | J33     | Chamois niortais         | Ext. | 3 - 1 | Anziani 51e, Youm 57e, Burruchaga 89e                    |        | 12.814    |
| 7 mai 1988         | J34     | AS Monaco FC             | Dom. | 1 - 1 | Der Zakarian 3e                                          |        | 22.000    |
| 14 mai 1988        | J35     | AS Cannes                | Ext. | 4 - 1 | Robert 5e 10e, Debotté 51e, Johnston 61e                 |        | 5.000     |
| 20 mai 1988        | J36     | FC Girondins de Bordeaux | Dom. | 1 - 0 | Debotté 86e                                              |        | 10.465    |
| 27 mai 1988        | J37     | SC Toulon-Var            | Ext. | 2 - 5 | Anziani 17e, Johnston 87e                                |        | 4.600     |
| 4 juin 1988        | J38     | Lille OSC                | Dom. | 1 - 1 | Vercauteren 39e                                          |        | 7.850     |

### Coupe de France
| Date                  | Tour                     | Adversaire               | Niveau | Lieu   | Score             | Buteurs du FCN   | Affluence |
| --------------------- | ------------------------ | ------------------------ | ------ | ------ | ----------------- | ---------------- | --------- |
| Vendredi 11 mars 1988 | 1/32e de finale          | FC Girondins de Bordeaux | D1     | Neutre | 1 - 1, 4-3 t.a.b. | Bracigliano 102e | 11.106    |
| Mercredi 30 mars 1988 | 1/16e de finale - aller  | AJ Auxerre               | D1     | Ext.   | 0 - 1             | -                | 7.500     |
| Mardi 5 avril 1988    | 1/16e de finale - retour | AJ Auxerre               | D1     | Dom.   | 0 - 0             | -                | 12.000    |

## Statistiques

### Statistiques collectives
| Compétition     | Débute au tour  | Termine         | Matches joués | Gagnés | Nuls | Perdus | Buts pour | Buts contre | Différence |
| --------------- | --------------- | --------------- | ------------- | ------ | ---- | ------ | --------- | ----------- | ---------- |
| Division 1      | -               | 10e             | 38            | 13     | 13   | 12     | 46        | 41          | +5         |
| Coupe de France | 1/32e de finale | 1/16e de finale | 3             | 0      | 2    | 1      | 1         | 2           | -1         |
| Total           | -               | -               | 41            | 13     | 15   | 13     | 47        | 43          | -4         |

## Affluences
L'affluence à domicile du FC Nantes atteint un total :
- de 273.431 spectateurs en 19 rencontres de Division 1, soit une moyenne de 14.391/match.
- de 12.000 spectateurs en 1 rencontre de Coupe de France.
- de 285.431 spectateurs en 20 rencontres toutes compétitions confondues, soit une moyenne de 14.272/match.

Affluence du FC Nantes à domicile